# Кубок России по кёрлингу среди женщин 2008
Кубок России по кёрлингу среди женщин 2008 проводился с 24 по 26 октября 2008 года в городе Москва. Турнир проводился в ??-й раз.
Одновременно турнир являлся первым кругом чемпионата России среди женщин 2009.
В турнире принимало участие 16 команд.
Обладателями Кубка стала команда «ЭШВСМ "Москвич-1"» (Москва; скип Людмила Прививкова).

## Формат соревнований
Команды, разделённые на две группы («А» и «Б», в соответствии с местом, занятым ими на чемпионате России 2008: лучшие 8 в группу «А», ниже 8-го места в группу «Б»), играют друг с другом по круговой системе в один круг. Ранжирование команд производится по количеству побед. Занявшие 1-е место в группах выходят в финал Кубка. В итоговой классификации команды размещаются в порядке: победитель финала, проигравший в финале, 7 невышедших в финал команд группы «А» в порядке занятых в группе мест, 7 невышедших в финал команд группы «Б» в порядке занятых в группе мест.

## Команды
|          | Команда                      | Скип               | Третий                | Второй              | Первый              | Запасной        |
| Группа А | Группа А                     | Группа А           | Группа А              | Группа А            | Группа А            | Группа А        |
| -------- | ---------------------------- | ------------------ | --------------------- | ------------------- | ------------------- | --------------- |
| А1       | Москва                       | Ольга Жаркова      | Кира Езех             | Анна Сидорова       | Галина Арсенькина   | Ольга Зябликова |
| А2       | Московская область (Дмитров) | Татьяна Смирнова   | Татьяна Лукина        | Анастасия Скултан   | Юлия Сторожева      |                 |
| А3       | СКА-1 (Санкт-Петербург)      | Яна Некрасова      | Наталья Эверт         | Яна Голобородько    | Светлана Фильчакова |                 |
| А4       | СКА-2 (Санкт-Петербург)      | Ольга Волохова     | Анастасия Расхорошина | Ольга Воронова      | Екатерина Матвеева  |                 |
| А5       | УОР-2 (Санкт-Петербург)      | Светлана Яковлева  | Оксана Гертова        | Олеся Глущенко      | Екатерина Ильиных   |                 |
| А6       | ЭШВСМ «Москвич-1» (Москва)   | Людмила Прививкова | Екатерина Галкина     | Маргарита Фомина    | Екатерина Антонова  |                 |
| А7       | ЭШВСМ «Москвич-2» (Москва)   | Юлия Светова       | Дарья Козлова         | Маргарита Борисова  | Анна Лобова         |                 |
| А8       | ЮНИОН (Москва)               | Анастасия Борисова | Ксения Левицкая       | Маргарита Нестерова | Наталья Хвацкая     |                 |
| Группа Б |                              |                    |                       |                     |                     |                 |
| Б1       | ЭШВСМ «Москвич-3» (Москва)   | ?                  | ?                     | ?                   | ?                   | [ 2 ]           |

## Групповой этап
Группа А
|    | Команда                        | А1   | А2   | А3   | А4   | А5   | А6   | А7   | А8   | В | П | Место |
| -- | ------------------------------ | ---- | ---- | ---- | ---- | ---- | ---- | ---- | ---- | - | - | ----- |
| А1 | Москва (Жаркова)               | *    | 14:1 | 2:9  | 9:5  | 20:0 | 9:10 | 6:5  | 9:3  | 5 | 2 | 2     |
| А2 | Московская область (Смирнова)  | 1:14 | *    | 5:7  | 2:11 | 8:6  | 3:9  | 3:7  | 4:10 | 1 | 6 | 7     |
| А3 | СКА-1 (Некрасова)              | 9:2  | 7:5  | *    | 10:6 | 13:1 | 5:7  | 6:4  | 5:7  | 5 | 2 | 2     |
| А4 | СКА-2 (Волохова)               | 5:9  | 11:2 | 6:10 | *    | 11:3 | 7:10 | 6:9  | 5:8  | 2 | 5 | 6     |
| А5 | УОР-2 (Яковлева)               | 0:20 | 6:8  | 1:13 | 3:11 | *    | 5:14 | 5:10 | 3:10 | 0 | 7 | 8     |
| А6 | ЭШВСМ «Москвич-1» (Прививкова) | 10:9 | 9:3  | 7:5  | 10:7 | 14:5 | *    | 11:2 | 8:7  | 7 | 0 | 1     |
| А7 | ЭШВСМ «Москвич-2» (Светова)    | 5:6  | 7:3  | 4:6  | 9:6  | 10:5 | 2:11 | *    | 2:9  | 3 | 4 | 5     |
| А8 | ЮНИОН (Борисова)               | 3:9  | 10:4 | 7:5  | 8:5  | 10:3 | 7:8  | 9:2  | *    | 5 | 2 | 2     |

Группа Б

     Проходят в финал Кубка

## Финал
|  | .   |                                |                                |                                |                                |                                |                                |                                |                                |    |
|  |     |                                |                                |                                |                                |                                |                                |                                |                                |    |
|  | А-1 | ЭШВСМ «Москвич-1» (Прививкова) | ЭШВСМ «Москвич-1» (Прививкова) | ЭШВСМ «Москвич-1» (Прививкова) | ЭШВСМ «Москвич-1» (Прививкова) | ЭШВСМ «Москвич-1» (Прививкова) | ЭШВСМ «Москвич-1» (Прививкова) | ЭШВСМ «Москвич-1» (Прививкова) | ЭШВСМ «Москвич-1» (Прививкова) | 12 |
|  | А-1 | ЭШВСМ «Москвич-1» (Прививкова) | ЭШВСМ «Москвич-1» (Прививкова) | ЭШВСМ «Москвич-1» (Прививкова) | ЭШВСМ «Москвич-1» (Прививкова) | ЭШВСМ «Москвич-1» (Прививкова) | ЭШВСМ «Москвич-1» (Прививкова) | ЭШВСМ «Москвич-1» (Прививкова) | ЭШВСМ «Москвич-1» (Прививкова) | 12 |
|  | Б-1 | ЭШВСМ «Москвич»-3 (?)          | ЭШВСМ «Москвич»-3 (?)          | ЭШВСМ «Москвич»-3 (?)          | ЭШВСМ «Москвич»-3 (?)          | ЭШВСМ «Москвич»-3 (?)          | ЭШВСМ «Москвич»-3 (?)          | ЭШВСМ «Москвич»-3 (?)          | ЭШВСМ «Москвич»-3 (?)          | 5  |
|  | Б-1 | ЭШВСМ «Москвич»-3 (?)          | ЭШВСМ «Москвич»-3 (?)          | ЭШВСМ «Москвич»-3 (?)          | ЭШВСМ «Москвич»-3 (?)          | ЭШВСМ «Москвич»-3 (?)          | ЭШВСМ «Москвич»-3 (?)          | ЭШВСМ «Москвич»-3 (?)          | ЭШВСМ «Москвич»-3 (?)          | 5  |

## Итоговая классификация
| Место | Команда                      | Скип               | И | В | П |
| ----- | ---------------------------- | ------------------ | - | - | - |
| 1     | ЭШВСМ «Москвич»-1 (Москва)   | Людмила Прививкова | 8 | 8 | 0 |
| 2     | ЭШВСМ «Москвич»-3 (Москва)   | ?                  |   |   |   |
| 3     | Москва                       | Ольга Жаркова      | 7 | 5 | 2 |
| 3     | СКА-1 (Санкт-Петербург)      | Яна Некрасова      | 7 | 5 | 2 |
| 3     | ЮНИОН (Москва)               | Анастасия Борисова | 7 | 5 | 2 |
| 6     | ЭШВСМ «Москвич»-2 (Москва)   | Юлия Светова       | 7 | 3 | 4 |
| 7     | СКА-2 (Санкт-Петербург)      | Ольга Волохова     | 7 | 2 | 5 |
| 8     | Московская область (Дмитров) | Татьяна Смирнова   | 7 | 1 | 6 |
| 9     | УОР-2 (Санкт-Петербург)      | Светлана Яковлева  | 7 | 0 | 7 |
| 10-16 |                              |                    |   |   |   |